# Balaenoptera acutorostrata
El rorcual  aliblanco, ballena minke común o ballena enana (Balaenoptera acutorostrata) es una especie de cetáceo misticeto de la familia Balaenopteridae, la más pequeña de todos los rorcuales. Es el más común y rápido de todos los misticetos.

## Etimología
Recibe el nombre aliblanco debido a las manchas blancas en las aletas pectorales.
Otro nombre por el que se le conoce, rorcual Minke común, tiene una curiosa historia. Según ésta, en un barco ballenero noruego capitaneado por Svend Foyn, un marinero apellidado Meincke dio la voz de alarma al avistar a lo lejos un rorcual azul, sin embargo, fue grande la sorpresa del resto de la tripulación al ver que se trataba de estas pequeñas especies que rondan los 7 metros de longitud. A partir de entonces, como forma de broma, los balleneros comenzaron  a llamar a estos pequeños  animales  "rorcuales de Meincke", que al pasar el tiempo se trasformó en rorcuales Minke. El llamarlo “común” es solo para diferenciarlo del llamado Minke antártico (o rorcual austral).

## Distribución
El rorcual aliblanco tiene una distribución inconexa. En el Atlántico norte, se encuentran tan al norte como en la Bahía de Baffin, Svalbard, y Nueva Zembla y tan al sur como Nueva Jersey (Estados Unidos) y el Mar del Norte durante el verano. Hay algunos registros en la Bahía de Hudson. Han sido avistados en Madeira y son vistos todo el año en las Islas Canarias. Hay avistamientos y varadas ocasionales en España y Portugal, el Sáhara Occidental, Mauritania y Senegal. Es raro en las Azores y vagabundea en el Golfo de México y el Mar Mediterráneo, con algunos registros incluso en el Mar Negro.

## Descripción
Mide entre 7 a 9,8 metros de longitud y el peso oscila entre 5 a 10 toneladas. En promedio, las hembras son alrededor de 0,5 metros más grandes que los machos. La zona dorsal es gris oscuro y el vientre blanco.
Tiene el cuerpo compacto, la cabeza en punta, angosta y triangular, con una quilla o cresta característica de los rorcuales Minke. Las aletas pectorales son delgadas y acabadas en punta. La aleta dorsal es alta y falcada, ubicada en el tercio posterior del dorso. La aleta caudal posee lóbulos distales largos y finos. La coloración es oscura en cabeza, dorso y región dorsal de la aleta caudal, blanca en la región ventral y parte inferior de las aletas pectorales y gris en los flancos, pedúnculo caudal y parte superior de las aletas pectorales. Tiene una mancha blanca en las aletas pectorales y bandas claras en forma de "V" invertida por detrás de la cabeza y orificios respiratorios.
Presenta de 30 a 70 pliegues gulares que se extienden hasta el final de las aletas pectorales. Posee de 231 a 360 barbas en cada mandíbula superior, de tonalidades blancoamarillentas a grises, de hasta 27 cm de longitud.

## Galería

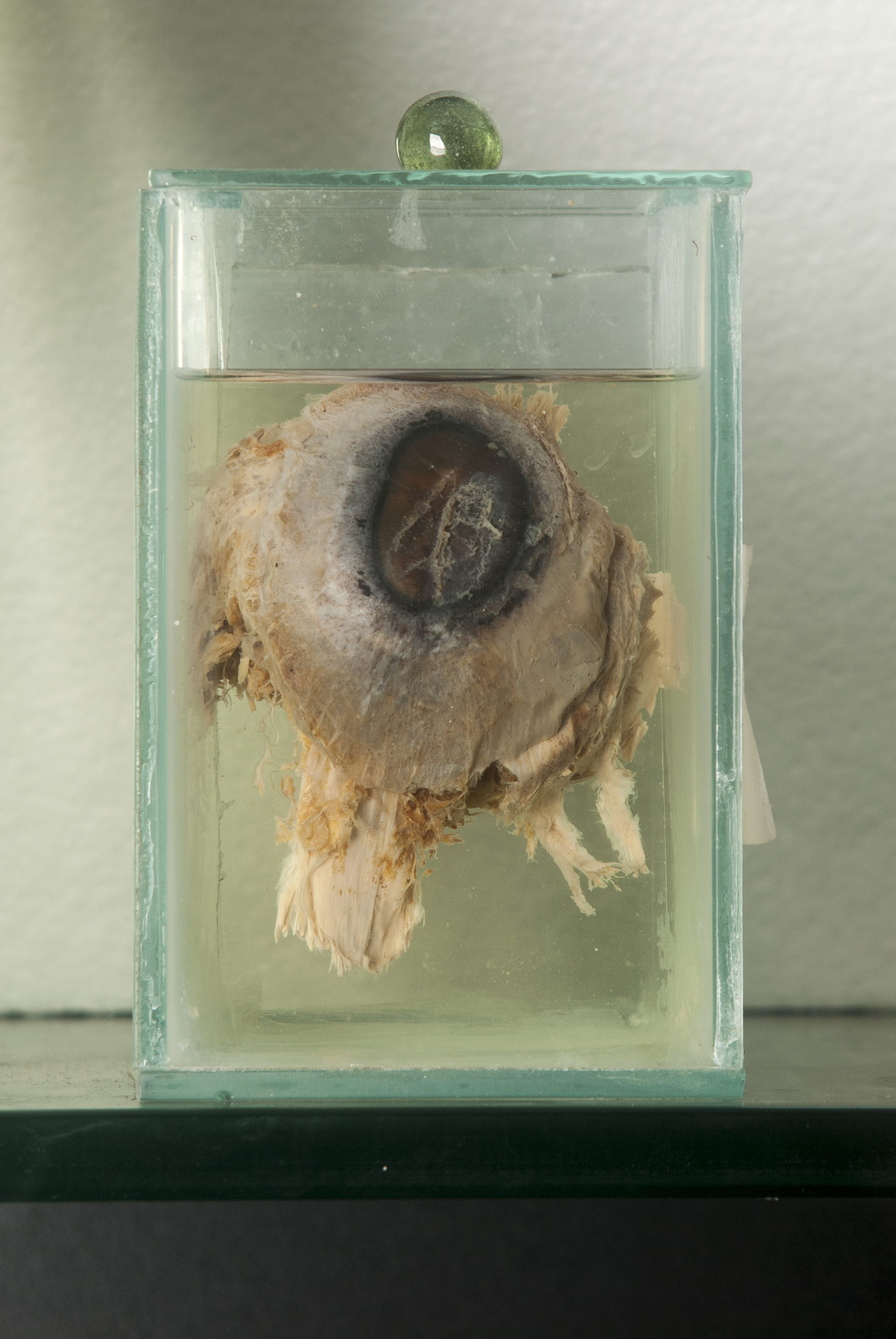
Globo ocular de ballena (Balaenoptera acutorostrata).
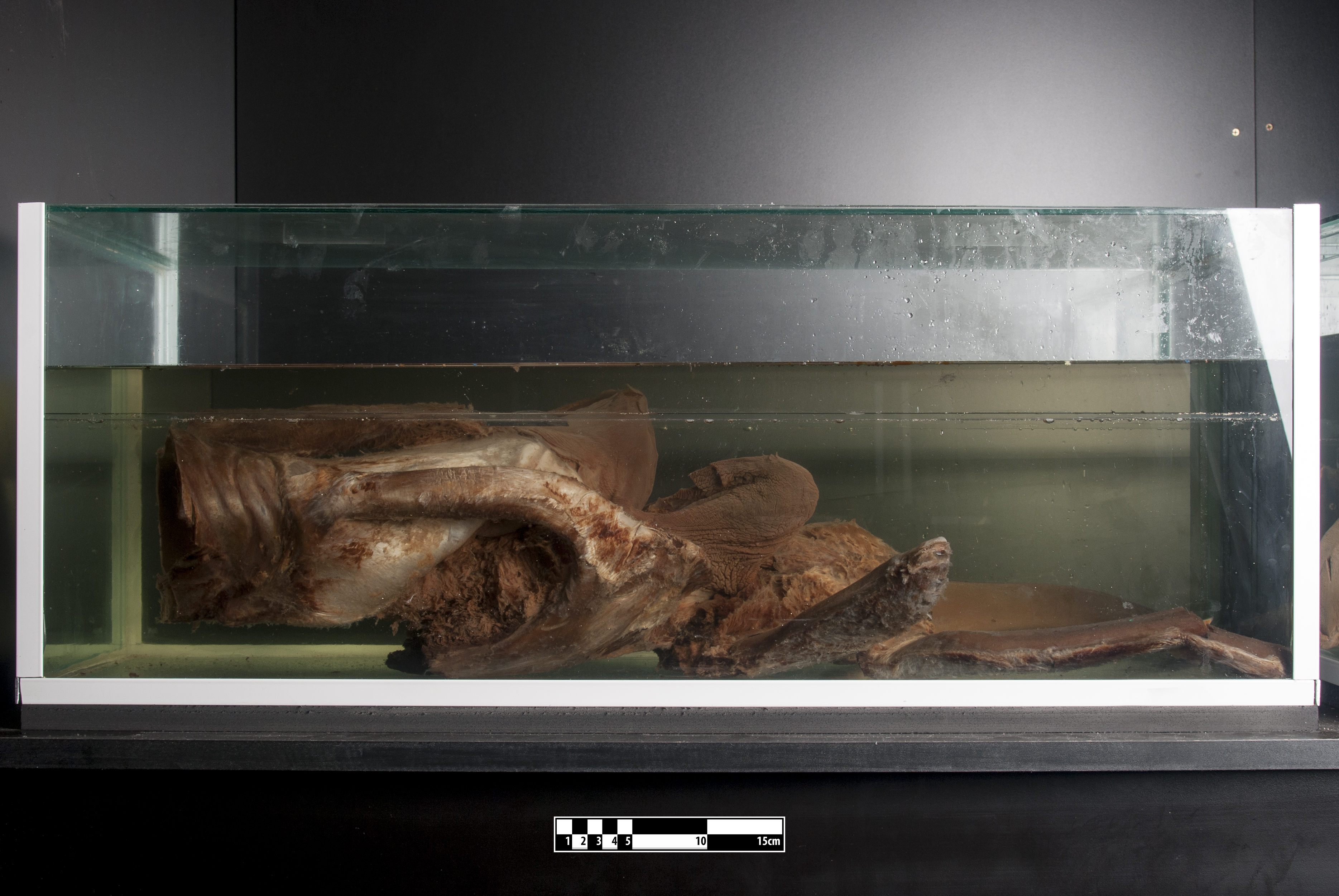
Tráquea de la ballena (Balaenoptera acutorostrata).
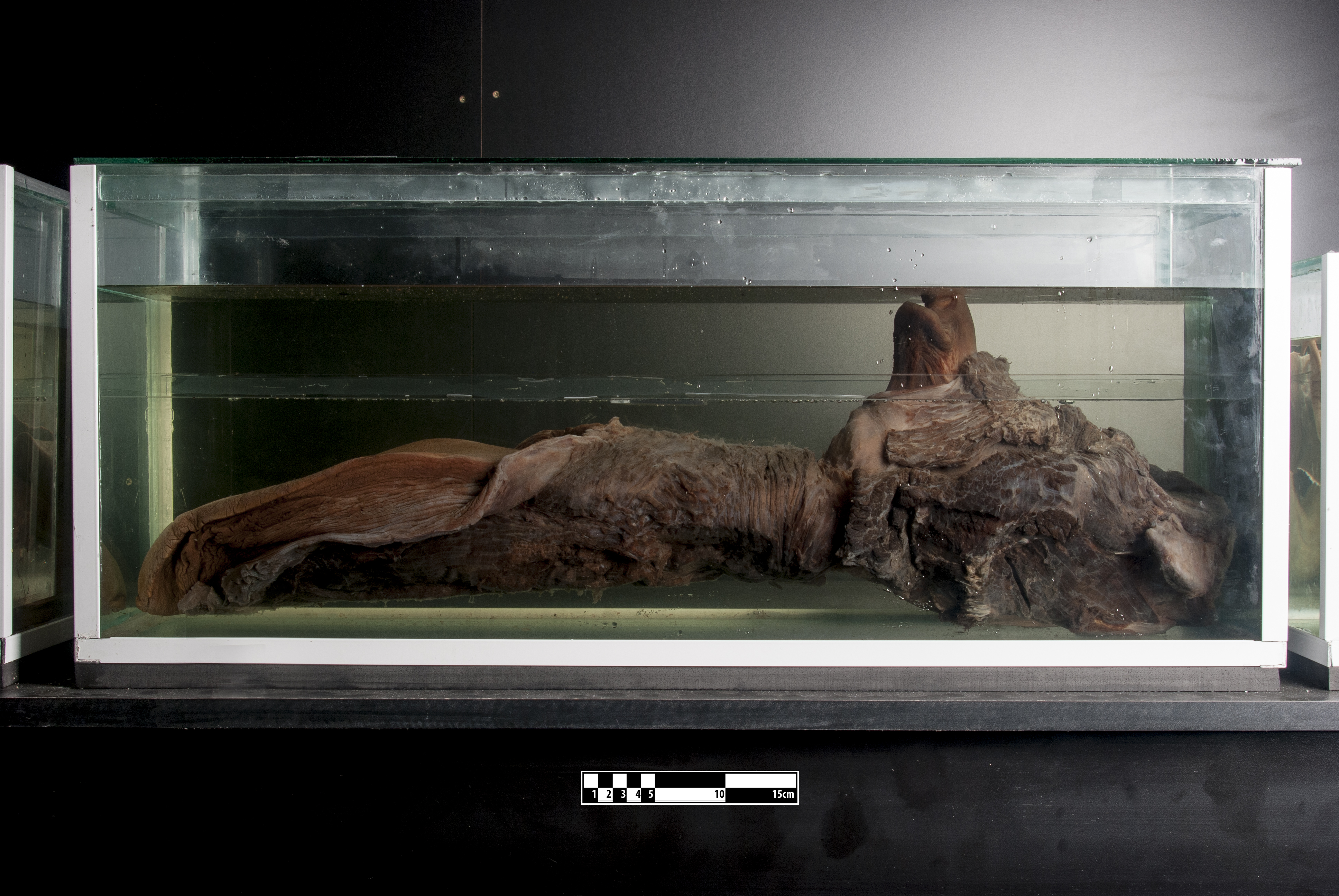
Lengua de ballena (Balaenoptera acutorostrata).
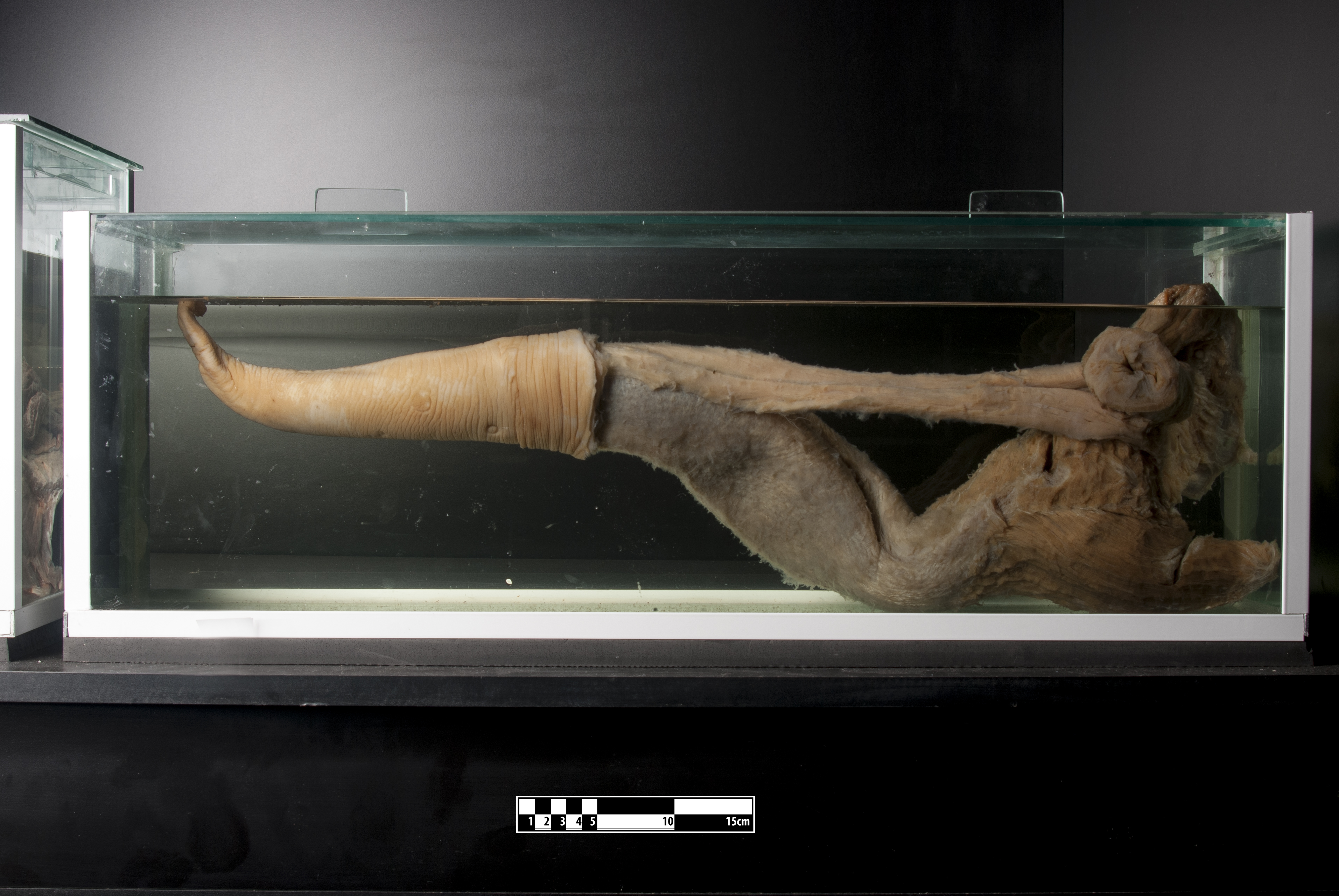
Pene de ballena (Balaenoptera acutorostrata).
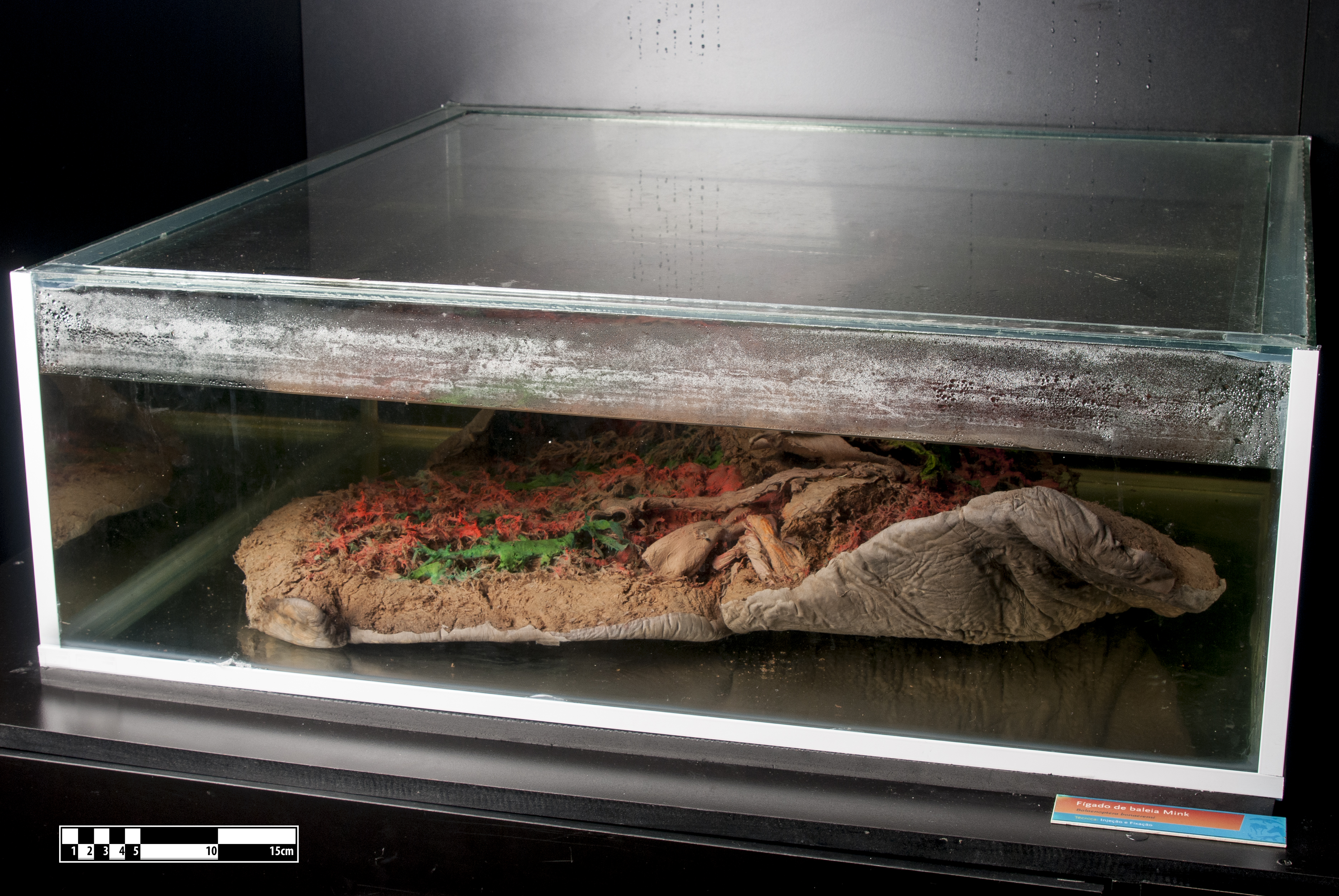
Pulmón de ballena (Balaenoptera acutorostrata).
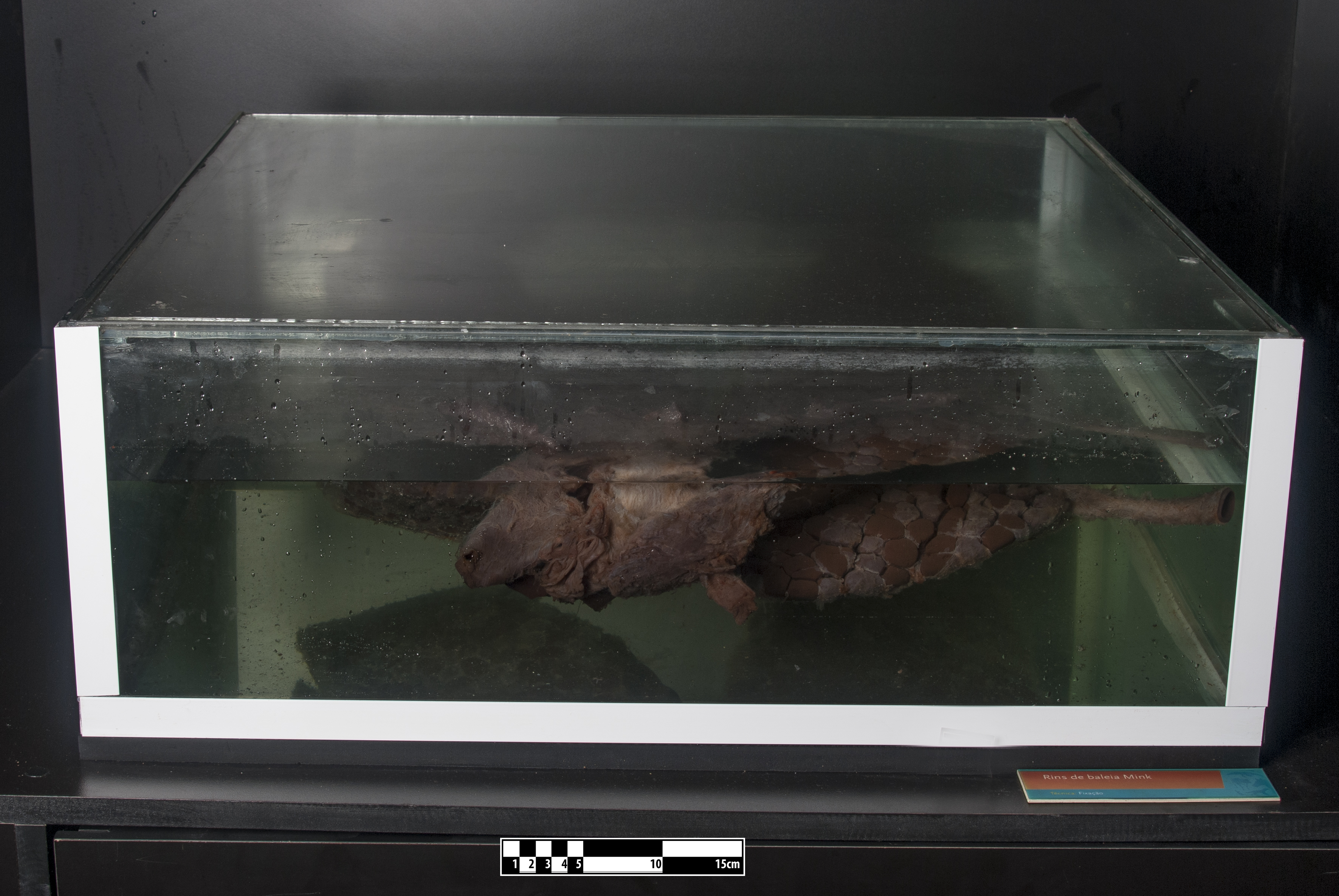
Riñón de ballena (Balaenoptera acutorostrata).
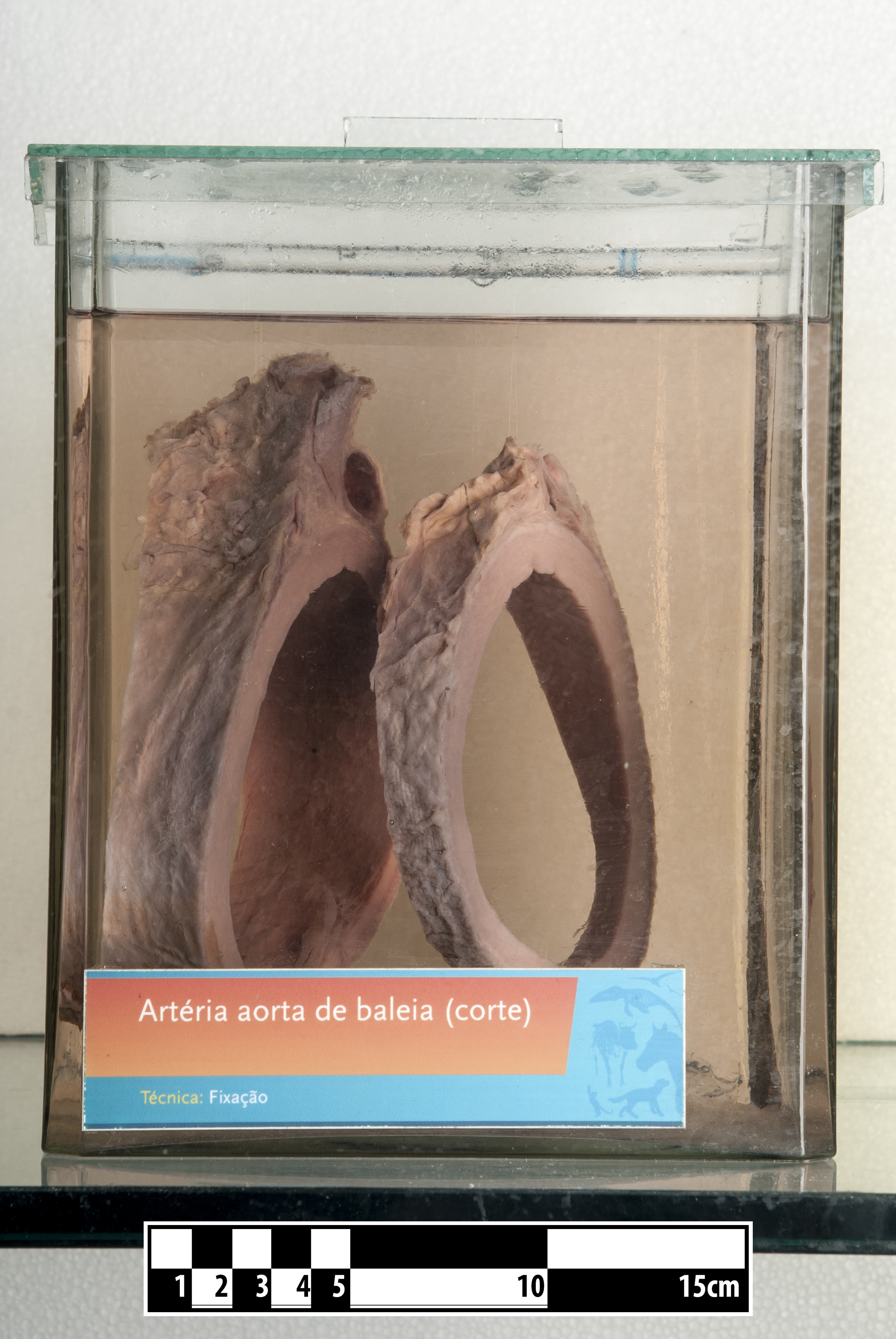
Arteria de la ballena (corte) (Balaenoptera acutorostrata).